# Composé organofluoré

Quelques composés organofluorés importants
A: fluorométhane
B: isoflurane
C: un CFC
D: un HFC
E: acide triflique
F: Teflon
G: PFOS
H: fluorouracile
I: Prozac

Un composé organofluoré est un composé organique qui comporte des liaisons carbone-fluor, liaison chimique remarquablement solide et polarisée entre le carbone et le fluor.
Il existe une grande diversité de composés organofluorés parmi lesquels on trouve des fluorocarbures, des composés perfluorés ou monofluorés synthétisés biologiquement.
Ces composés forment une large gamme d'applications puisqu'ils peuvent constituer des réfrigérants, des médicaments, produits agrochimiques, tensioactifs, gaz destructeurs de la couche d'ozone ou poisons. Ils constituent la base des « PFAS », souvent dénommés les « polluants éternels » car cette liaison chimique, étant particulièrement difficile à briser, rend ces composés extrêmement compliqués à éliminer.